# نیسان آرمادا

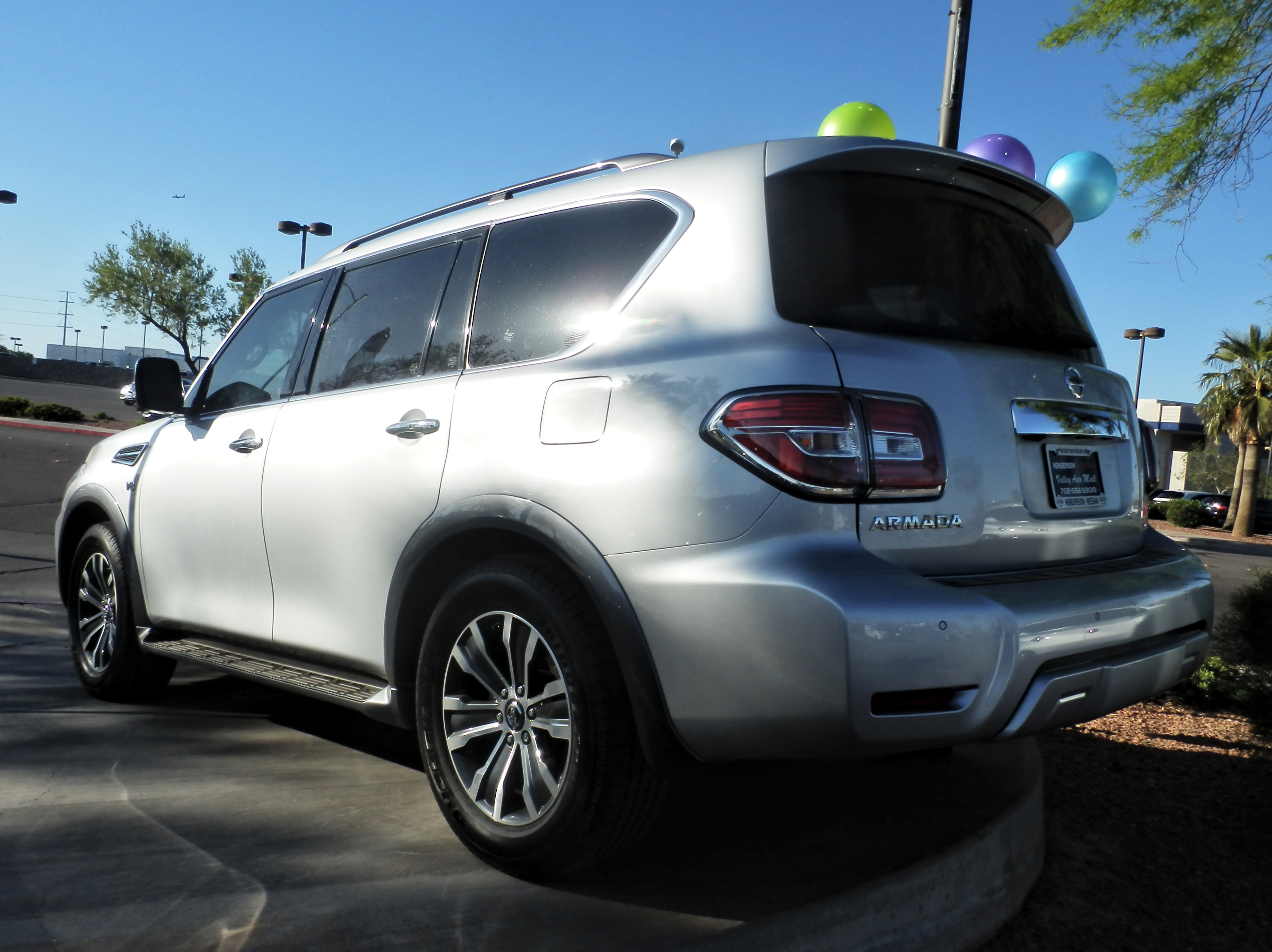
نمای عقب نیسان آرمادا

نیسان آرمادا (Nissan Armada) خودرویی است که از سال ۲۰۰۴ تا کنون تولید شده‌است.طراحی آن موتور جلو، توزیع نیروی پیشران، خودرو چهار چرخ محرک بوده است.سیستم جعبه‌دندهٔ آن ۵ دنده به صورت خودکار است.